# Мариногорський сільський округ
Мариного́рський сільський округ (каз. Мариногорка ауылдық округі, рос. Мариногорский сельский округ) — адміністративна одиниця у складі Самарського району Східноказахстанської області Казахстану. Адміністративний центр — село Мариногорка.
Населення — 820 осіб (2021; 1275 у 2009, 1944 у 1999, 2265 у 1989).
Станом на 1989 рік існувала Мариногорська сільська рада (села Глазуново, Малоросійка, Мариногорка, Московка) колишнього Самарського району Семипалатинської області. Село Глазуново було ліквідовано 2009 року.

## Склад
До складу округу входять такі населені пункти:
| Населений пункт   | Старі назви | Населення, осіб (1989) | Населення, осіб (1999) | Населення, осіб (2009) | Населення, осіб (2021) |
| ----------------- | ----------- | ---------------------- | ---------------------- | ---------------------- | ---------------------- |
| Глазуново, село   | -           | 67                     | 51                     | 17                     | -                      |
| Жумба, село       | Малоросійка | 606                    | 559                    | 360                    | 208                    |
| Мариногорка, село | -           | 1240                   | 1017                   | 666                    | 551                    |
| Мойилди, село     | Московка    | 352                    | 317                    | 232                    | 61                     |